# Chiesa di San Bernardino da Siena (Crema)
La chiesa di San Bernardino da Siena è un luogo di culto cattolico situato a Crema, parrocchiale dell'omonimo quartiere. Talora è anche identificata come Chiesa di San Bernardino fuori le mura per distinguerla dall'omonima chiesa del centro storico cittadino.

## Storia

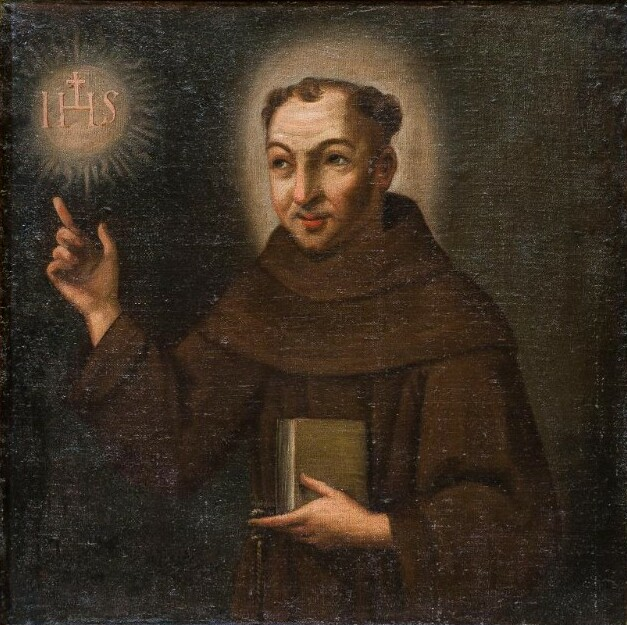
La figura di San Bernardino da Siena così come immaginata da Giacomo Desti, olio su tela risalente agli anni 1752-1774 ca. e collocato nel deambulatorio.

Nell'autunno 1421 San Bernardino da Siena durante il suo breve soggiorno a Crema fondò il monastero di Santa Maria di Supravalle a Pianengo. Non molti anni dopo (nel 1452), di fronte ad un aumento delle vocazioni, la provincia degli Osservanti decideva di aprire una sua filiazione fuori Crema oltre il fiume Serio lungo la strada per Izano. Questo monastero non durò a lungo: al termine dell'assedio di Crema del 1514 fu abbattuto affinché la colonna militare guidata dal condottiero Prospero Colonna non vi si asserragliasse tentando nuovi assalti alla città; tuttavia fu risparmiata la chiesa.
L'anno successivo alla provincia degli Osservanti fu concesso l'avvio delle pratiche per la costruzione di un nuovo convento nel centro città lasciando due monaci ad officiare questa chiesa esterna e un eremita dedito alla sua custodia; successivamente, nel 1519, la cura pastorale fu affidata ai canonici lateranensi di San Benedetto mentre gli atti della visita Castelli del 1579 citano il prete di Vergonzana; tuttavia, anche per far fronte alla perentoria chiusura notturna delle porte imposta dalle autorità nel 1590, San Bernardino fu affidata alla parrocchia di Izano ma si trattava di una località troppo lontana e scomoda per cui nel 1594 monsignor Gian Giacomo Diedo la eresse a parrocchia autonoma. I primi parroci furono sempre i frati minori di San Benedetto finché a partire dal 1610 la chiesa di San Bernardino fu affidata a preti secolari.
Nel frattempo per l'avvenuta crescita della popolazione le autorità religiose nel 1608 avevano dato il benestare per costruire una nuova chiesa più ampia; non è dato sapere con precisione quando fu elevata, ma probabilmente in un periodo compreso tra il 1614 e il 1658; alla prima data corrisponde la visita pastorale del vescovo Pietro Emo che accenna ad un affresco da restaurare, il che fa ritenere allo Zucchelli che all'epoca dovesse trattarsi ancora della chiesa cinquecentesca; gli atti della visita di Alberto Badoer del 1658 descrivono un edificio molto più elaborato con battistero, l'altare maggiore e due altari laterali dedicati alla Beata Vergine del Rosario e a San Carlo, quest'ultimo non ancora completato.
La chiesa fu ulteriormente allungata dalla parte della facciata nel 1765 grazie alle offerte dei parrocchiani permettendo anche di allestire due ulteriori altari laterali dedicati a Sant'Andrea Avellino e San Francesco Saverio.
Verso la fine del XIX secolo la chiesa risultava ancora insufficiente ai bisogni spirituali della popolazione ancor più cresciuta di numero da cui la nascita di discussioni volte ad affrontare la situazione; la soluzione di costruire una chiesa ex-novo fu presa inizialmente in considerazione ma fu poi scartata sia per i costi che sarebbero stati necessari alla sua elevazione sia per la difficoltà a individuare una collocazione.

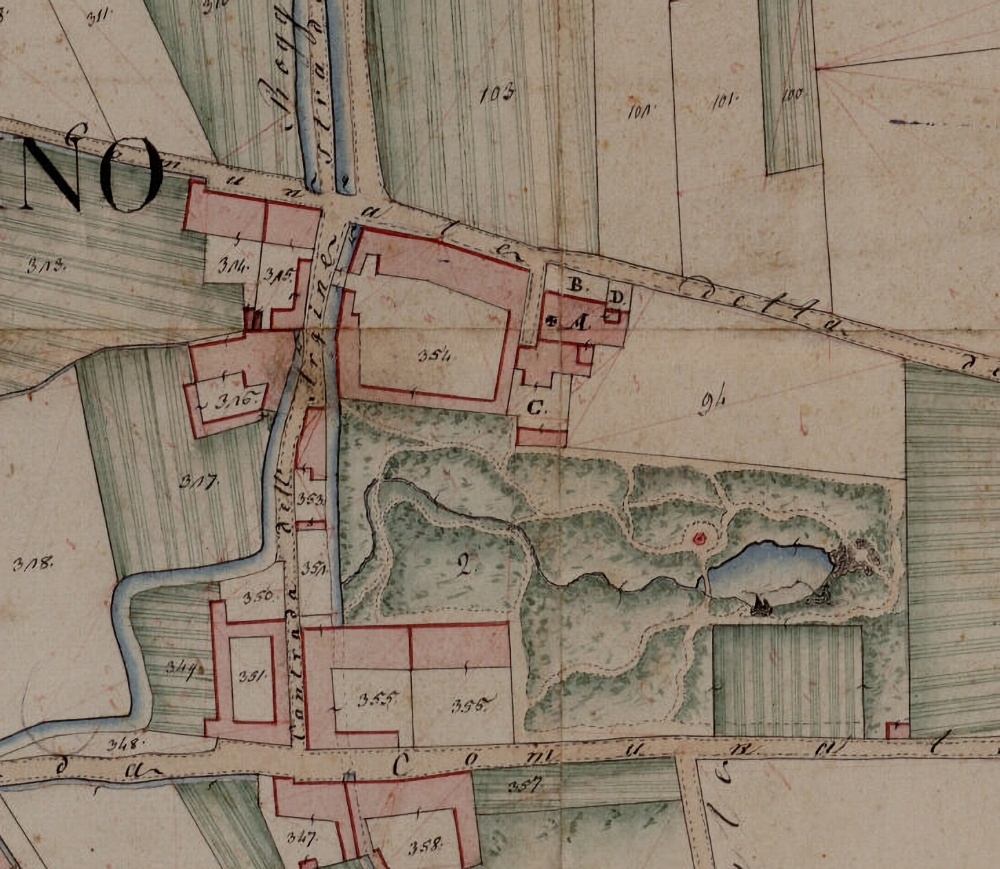
Estratto della "Mappa originale del Comune censuario di San Bernardino", anno 1814, conservata presso l'Archivio di Stato di Milano. Nel particolare vi si ravvisa, a sud della chiesa, l'ampio parco di Villa Martini.

Pietro Schiavini, cui fu affidato l'incarico dello studio progettuale, non ritenne di intervenire verso la facciata che già si proiettava molto vicino al muro di cinta del giardino di Villa Martini (sul luogo dell'attuale sagrato), per cui valutò l'ampliamento posteriore. L'avvio dei lavori fu particolarmente incerto a causa di ragioni di natura burocratica, ma anche per la scarsità dei fondi. Iniziarono nel 1891 adoperando lavoro prevalentemente volontario con il contributo dei parrocchiani: gli uomini lavoravano alla chiesa alla festa e le donne raccoglievano uova per le cascine per poi poterle rivendere; solo per la costruzione della cupola del presbiterio, vista la complessità costruttiva, ne fu affidata la realizzazione a muratori professionisti. Alla vigilia di Natale 1891 una solenne cerimonia inaugurò l'ingrandimento.
Storico parroco di San Bernardino fu don Vincenzo De Maestri, promotore di molte opere e risistemazioni per la chiesa oltre all'acquisto di Villa Martini per ricavarvi l'oratorio e la realizzazione del sagrato. Nato nel 1912 a Pieranica, fratello di altri due preti (Antonio e Isacco), fu ordinato sacerdote l'11 aprile 1936 e svolse sempre il suo ministero nel quartiere per oltre 77 anni, dei quali 14 quale curato, 29 come parroco e 22 come cappellano. Morì il 4 marzo 2013 all'età di quasi 101 anni e il 18 dicembre 2021 gli veniva intitolato un parco.
In quel decennio nacque anche l'esigenza di mettere mano alla torre campanaria che si trovava lungo il lato settentrionale. La morte della contessa Emilia Martini deluse il parroco Paolo Ghilardi sul cui lascito testamentario si affidava per la costruzione, ma giunsero solo 3 mila lire ed era una cifra inconsistente; tuttavia, su sollecito del vescovo Ernesto Fontana il progetto fu ugualmente avviato sulla base del disegno redatto da Massimo Girbafranti; l'erezione della nuova torre campanaria iniziò, ma per le difficoltà finanziarie si bloccò e rimase ferma per tutto l'anno 1901, riprendendo alla fine nell'aprile 1902 e, infine, fu conclusa alla fine dell'anno con l'installazione della statua del Sacro Cuore di Gesù.
Dopo la nomina del parroco don Vincenzo De Maestri (1951) fu intrapreso il rifacimento del pavimento e vennero allestite due cappelle; il parroco ordinò anche lo spostamento dell'altare della Madonna; tra le cappelle settecentesche fece aprire delle apertura rendendole comunicanti, fece spostare il battistero alla prima campata sinistra e dotò le finestre di nuove vetrate.
Nel 1953 le contesse sorelle Rossi Martini cedettero la villa alla parrocchia così don De Maestri ne approfittò per far arretrare il muro di cinta del parco potendo realizzare un ampio sagrato che valorizza la facciata dell'edificio. Con la cessione dell'immobile e delle sue pertinenze fu realizzato il nuovo oratorio “per la gioventù maschile" e “una conveniente casa per il curato" (atti della visita di Placido Maria Cambiaghi del 1956).
Risale al 1960 lo spostamento dell'altare dal dorsale in virtù delle nuove prescrizioni liturgiche.

## Caratteristiche

### Esterno

#### La facciata

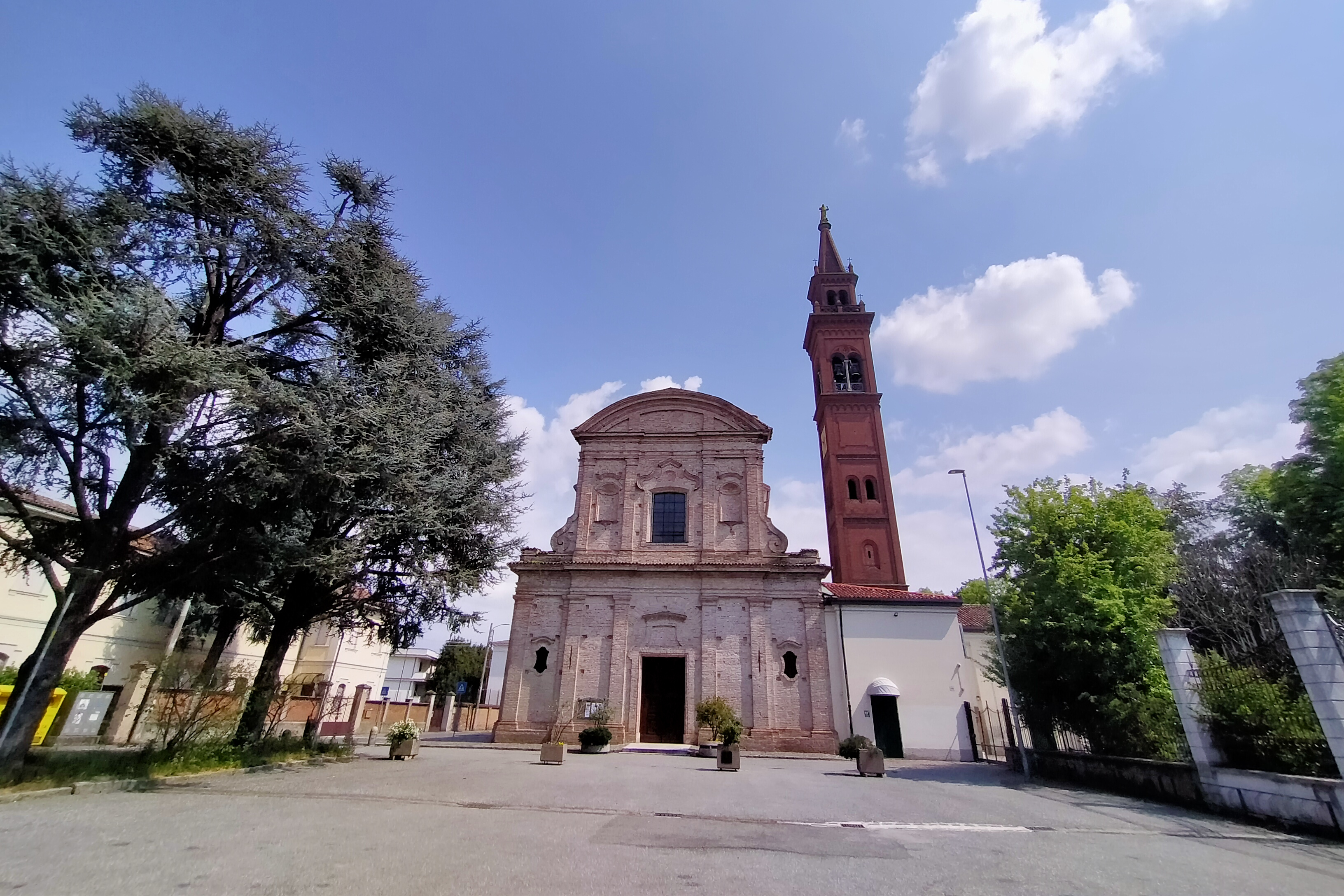
La facciata.

Costruita avanzando la chiesa seicentesca, presenta uno stile barocco semplificato, totalmente in mattoni a vista.
L'ordine inferiore è più ampio, diviso in cinque specchiature divise da lesene con capitelli tuscanici che si appoggiano su un alto basamento; in quelle più esterne si aprono due finestrelle modanate. Il portale che si apre nella parte centrale presenta una semplice incorniciatura, sormontato da un timpano modanato e l'accenno di un arco all'interno della muratura. I battenti sono settecenteschi in legno di noce..
Un'alta trabeazione con piccola copertura in coppi divide l'ordine inferiore da quello superiore. Quest'ultimo è più stretto, diviso in tre parti delle quali quelle più esterne sono ingentilite da volute capovolte. La specchiatura centrale contiene il finestrone con un timpano particolarmente mosso; quelle laterali contengono delle nicchie vuote, pure con timpano elaborato.
Termina il tutto un'ulteriore trabeazione sulla quale si innesta il timpano curvilineo.

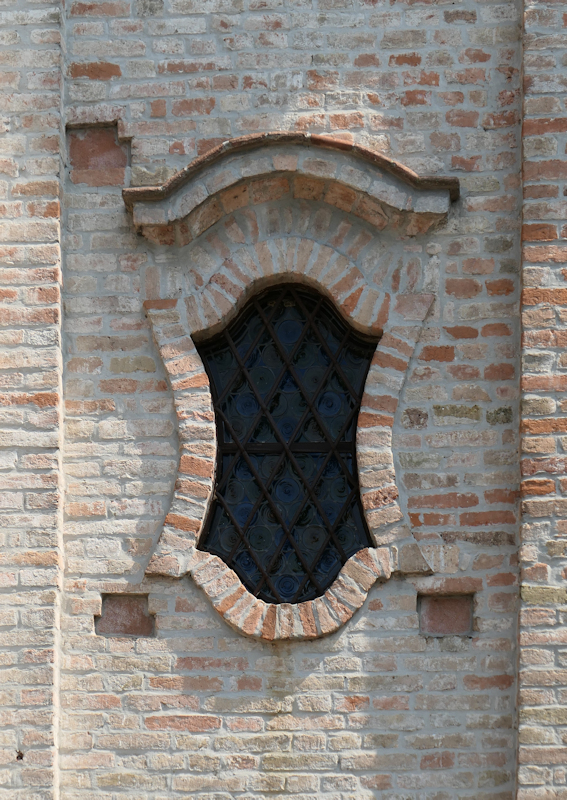
Particolare di una delle finestre modanate.
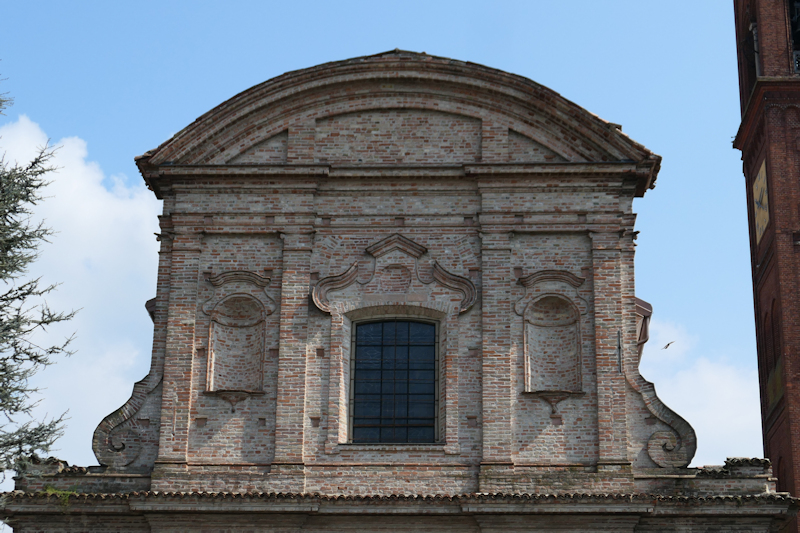
L'ordine superiore della facciata.

#### Il campanile

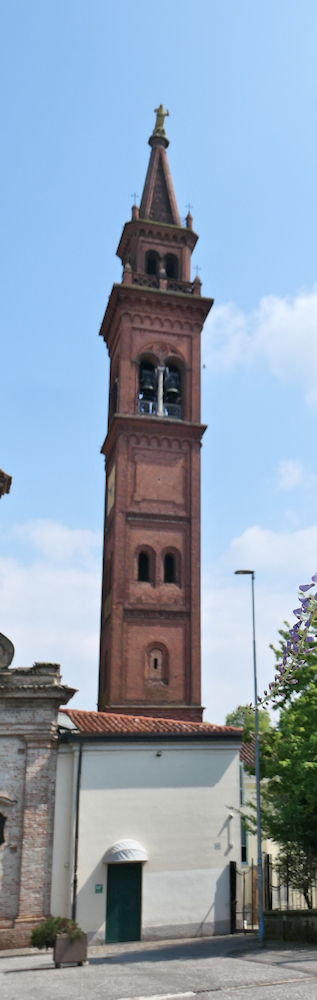
Il campanile.

È alto circa 46 metri, esclusa la statua del Sacro Cuore, con una base quadrata di 5 metri per lato. È totalmente in mattoni a vista con il fusto diviso in tre ordini divisi da fasce angolari e orizzontali; il primo ordine presenta una finestrella centrale con arco a tutto sesto quasi cieca. Al secondo ordine si aprono due finestre con arco a tutto sesto con strombatura verso l'interno. Il terzo ordine è cieco (con una decorazione) per le parti est e ovest, mentre a nord e a sud vi è l'orologio di forma quadrata; questo ordine presenta anche una decorazione con archetti in cotto.
Un cornicione divide il fusto dalla cella campanaria composta da aperture bifore con colonnette centrali marmoree; un ulteriore decorazione con archetti è posto sotto un cornicione a mensole che sostiene il coronamento finale. È composto da una balaustra con pilastrini pieni che circonda un corpo quadrato con gli angoli smussati e aperture a bifora. La cuspide circondata da una ringhiera sostiene la statua del Sacro Cuore.

### Interno

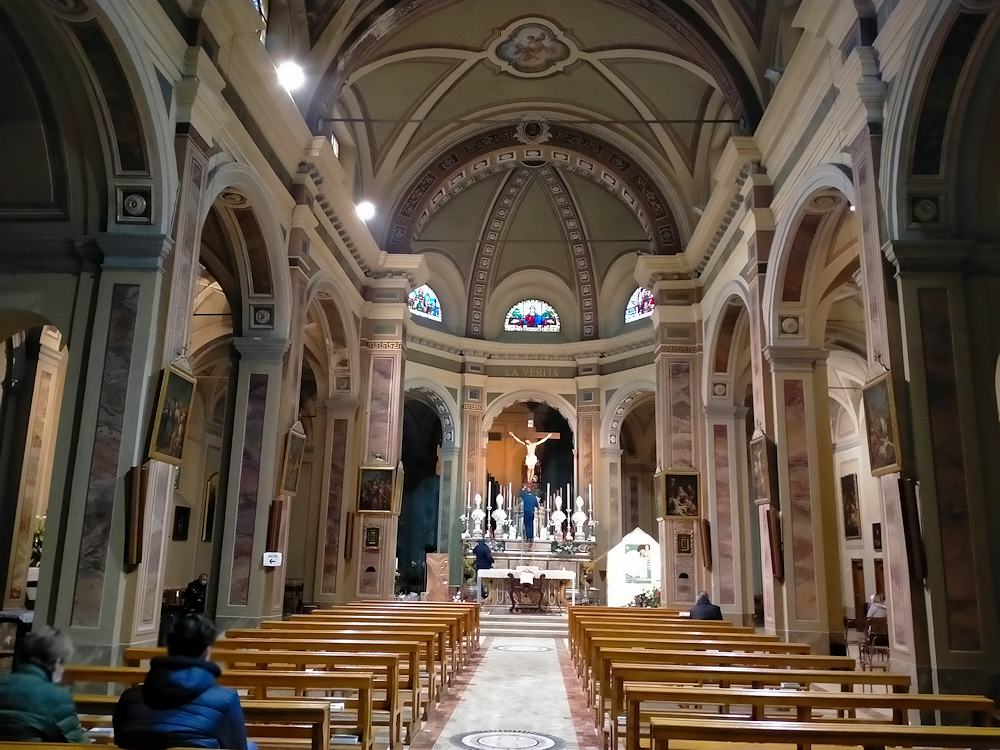
L'interno.

La struttura interna risente delle varie trasformazioni succedutesi nel corso dei secoli: dalla prima alla terza campata, ad esempio, la navate laterali sono molto strette e più simili ad un corridoio con le aperture intercomunicanti realizzate alla metà del XX secolo; ne consegue che sono decorate con finti altari dall’effetto fortemente illusorio. Dalla quarta campata inizia l’allargamento, alla quinta sono state realizzate due cappelle novecentesche, quindi la parete dell’intradosso e l’arco trionfale introducono al presbiterio a pianta centrale e sopraelevato di tre gradini rispetto al piano di calpestio dell’aula. Dietro il presbiterio si sviluppa un deambulatorio.
I pilastri dell’aula sono in stile classico ai quali sono addossati tre lesene: quelle interne sono provviste di capitelli tuscanici e formano gli archi longitudinali, quelle esterne si innalzano fino a sostenere una trabeazione che corre lungo tutta la chiesa. 
Lungo la trabeazione vi è stata realizzata una scritta che letta di seguito recita:
La decorazione realizzata negli anni novanta del XX secolo ha uniformato e nascosto le cesure tra le parti più antiche e quelle dovute all’ingrandimento ottocentesco. La volta è divisa da archi traversi in linea con i pilastri che segnano le campate; all’interno di ogni porzione le volte a vela e le nervature incontrano in centro ovali con all’interno nuvole oppure angioletti.
I finestroni che danno luce all’interno sono dotati di vetrate che riportano il tema delle beatitudini evangeliche.
Ai pilastri sono appese le scene della Via Crucis di Mauro Picenardi.

#### La parete sinistra
Alla prima campata è collocato il battistero di fattura seicentesca chiuso da una cancellata ottocentesca ed un crocifisso del XVIII secolo appeso alla parete.

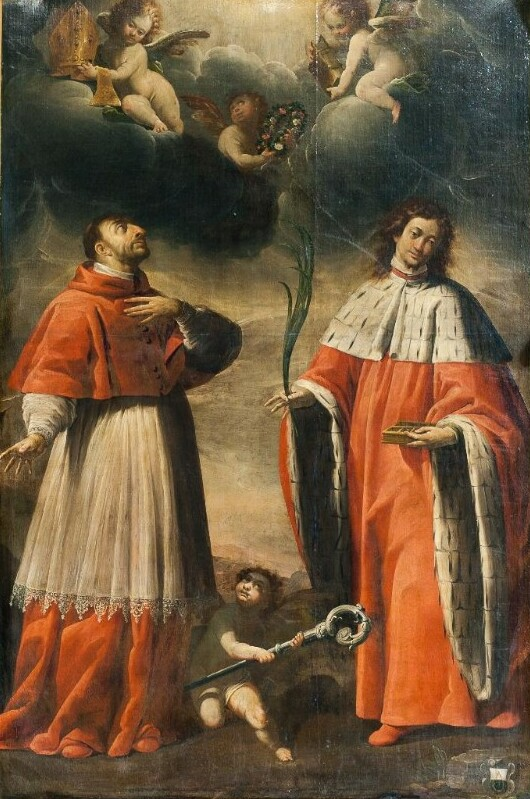
Giovanni Battista Botticchio, San Carlo Borromeo e San Pantaleone, olio su tela, 1648.

Alla seconda campata è appesa la tela di San Carlo Borromeo e San Pantaleone, opera del 1648 di Giovanni Battista Botticchio e inquadrata in una illusoria decorazione che simula la presenza di un altare.
Anche la terza campata è decorata con un finto altare in stile barocco che incornicia la statua policroma del Sacro Cuore di Gesù del 1939.
Alla quarta campata, più larga delle precedenti, si apre l’ingresso laterale e alle pareti due stendardi (uno è un frammento processionale).
Alla quinta campata è stata realizzata verso la metà del Novecento una cappella introdotta da un arco a sesto acuto. L’altare è in marmo rosso di Verona mentre sopra vi è collocata la statua in legno policromo raffigurante di San Bernardino acquistata nel 1880 (Antonioni).

#### La parete destra
Sulla parete della prima campata una mensola sorregge una statua in gesso policromo raffigurante La Pietà (XX secolo) mentre la decorazione del 1981 è opera di Gianni Macalli.
La seconda campata è una cappella: vi si trovava un altare rimosso nel 1960 e spostato nella nuova cappella della quinta campata sopra il quale vi rimane collocata la tela con Il crocifisso, i santi Andrea Avellino, Gaetano da Thiene e le anime del purgatorio di autore ignoto.

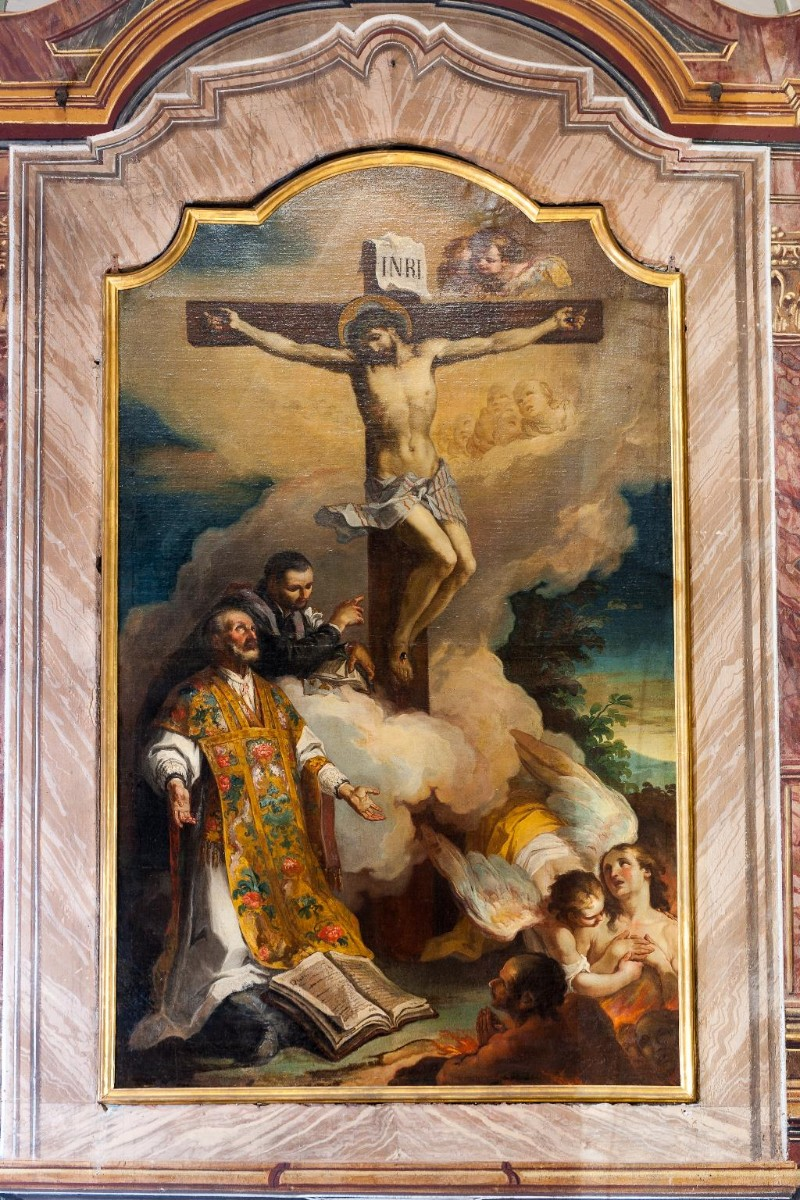
Autore anonimo, Crocifisso con Sant'Andrea Avellino, San Gaetano da Thiene e le anime del Purgatorio, olio su tela, prima metà del XVIII secolo.

Anche la terza campata è una cappella ed è dedicata a San Rocco con una finta alzata settecentesca più volte rimaneggiata. La statua lignea dedicata al santo, acquistata nel 1840, è posta in una nicchia.
Alla quarta campata sono appese diverse tele: la Deposizione di Gesù nel sepolcro di Jacopo Borbone e i cinque Misteri dolorosi della Via Crucis di Carlo Antonio Barbelli. Davanti trova posto una Pietà, opera contemporanea in marmo di Amedeo Togni.

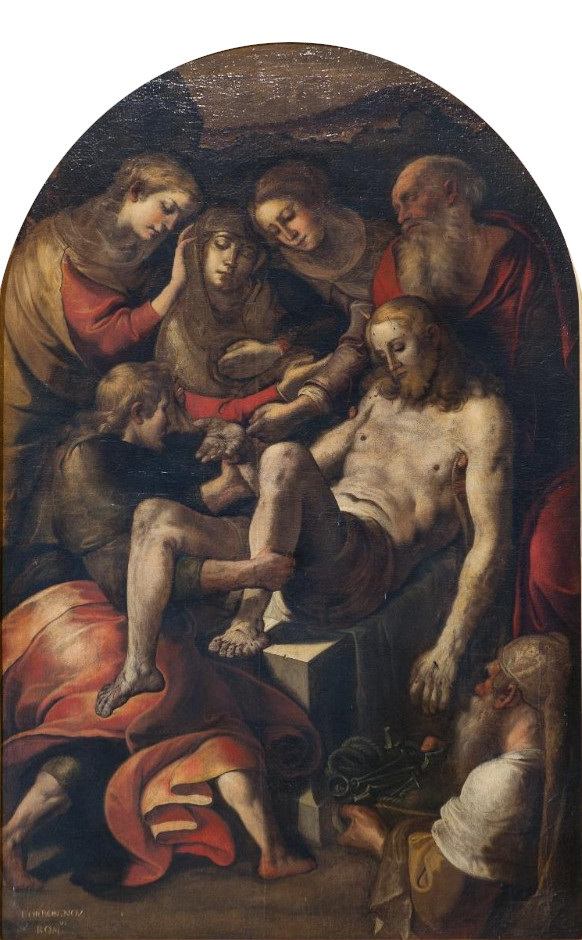
Jacopo Borbone, Deposizione di Gesù nel sepolcro, olio su tela, ca. 1600-1610.
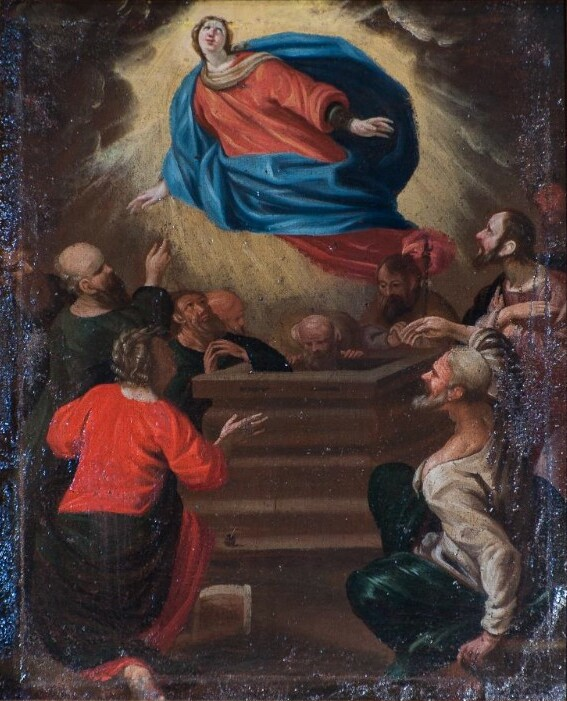
Carlo Antonio Barbelli, Assunzione, olio su tela, ca. 1652-1658, esempio di un ciclo di 15 quadretti dedicati alla Madonna del Rosario.

La cappella novecentesca della quinta campata è dedicata alla Madonna e sostituisce la precedente collocazione del battistero e dei confessionali. Vi si trova l’altare un tempo collocato alla seconda campata, con la statua in gesso policromo della Madonna col bambino  del 1902. A sinistra e a destra sono appesi i piccoli quadri dei Misteri del Rosario di Carlo Antonio Barbelli.

#### Il presbiterio
L’arco trionfale poggia su pilastri che terminano sulla già citata trabeazione che corre lungo tutta la chiesa e prosegue anche nel presbiterio. Al centro dell’arco trova posto un cartiglio, in mezzo una tiara e le chiavi di San Pietro.
Anche la trabeazione del presbiterio riporta una citazione:
L’area presbiterale ha cinque lati con altrettanti pilastri e lesene che sostengono la trabeazione e in prossimità dei quali si sviluppano le nervature della cupola che si congiungono in una rosa centrale con la colomba dello Spirito Santo.
Il dorsale e la mensa risalgono al XVIII secolo, ma quest’ultima fu staccata e portata più avanti, verso i fedeli, per venire incontro ai dettami del Concilio Vaticano II.
Il deambulatorio è suddiviso in campate e con un soffitto a vele spezzate retto da cinque archi: nella prima è stata realizzata una vetrata dedicata a Santa Maria Goretti mentre sotto vi è appesa una piccola tela a due facce (Madonna col Bambino e San Bernardino) opera di Giacomo Desti. Vi si trova anche un’altra tela che raffigura La Madonna di Caravaggio realizzata nel 1898 da Eugenio Giuseppe Conti.
Sotto la vetrata di San Giuseppe alla seconda campata vi si trova un’altra tela di Giacomo Desti (San Fermo), un paramento liturgico e un'incisione in sughero della Via Crucis.
Nella campata centrale vi trova posto l’organo realizzato nel 1910 dalla ditta Inzoli ed elettrificato dalla ditta Tamburini; la consolle è separata e rivolta verso le canne. La vetrata è dedicata alla Madonna col Bambino.
Nella quarta campata vi si apre la porta che conduce alla sagrestia affiancata da paramenti liturgici; la vetrata è dedicata a San Giovanni evangelista.
All’ultima campata con la vetrata dedicata a San Luigi Gonzaga sono appese tre tele: Il miracolo di San Biagio di Gian Giacomo Barbelli, San Francesco di autore anonimo del Seicento e una Pietà di Tommaso oppure Mauro Picenardi un tempo pala d'altare dell'oratorio della Madonna della Pietà che sorge lungo via Brescia.

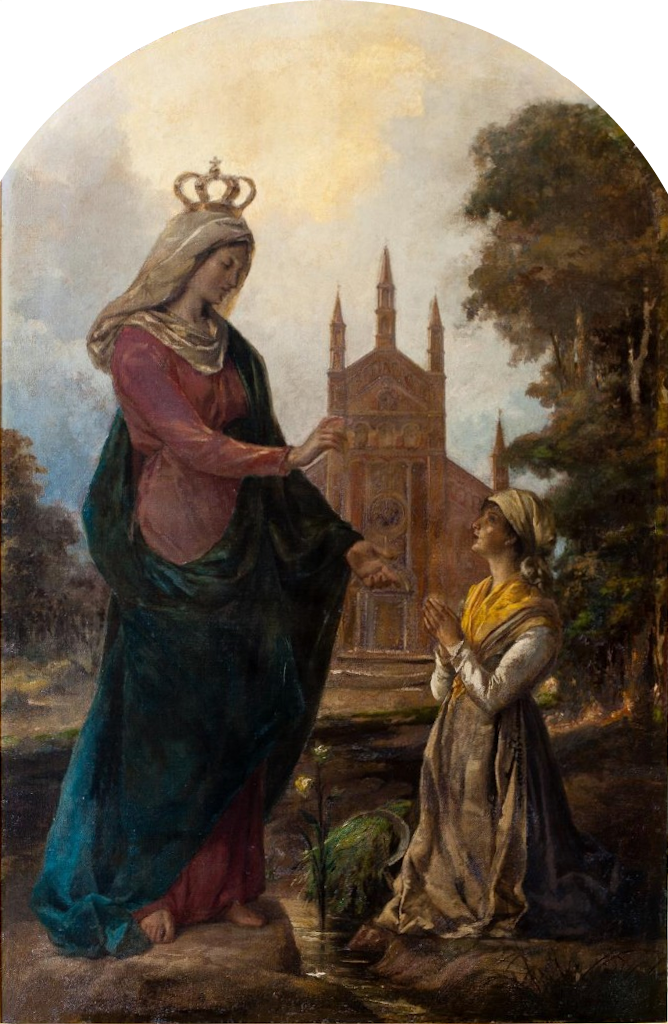
Eugenio Giuseppe Conti, Apparizione della Madonna di Caravaggio, olio su tela, 1898.
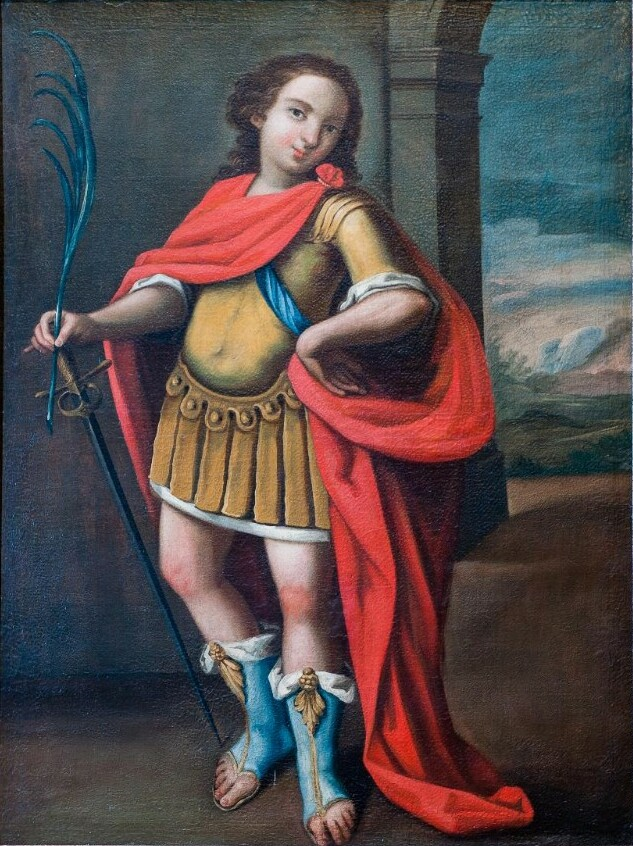
Giacomo Desti, San Fermo, olio su tela, ca. 1752-1774.
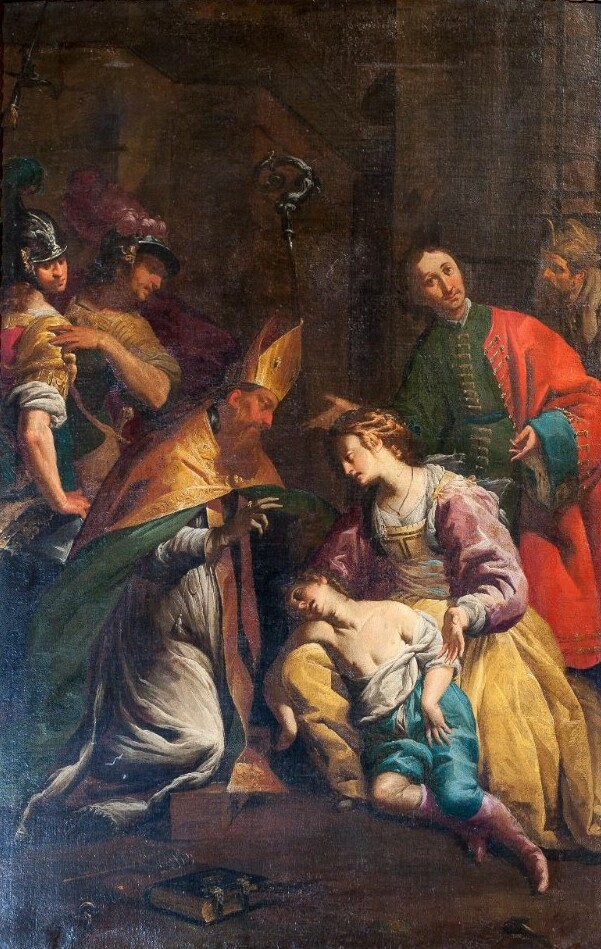
Gian Giacomo Barbelli, Il miracolo di San Biagio, olio su tela, ca. 1650-1656.
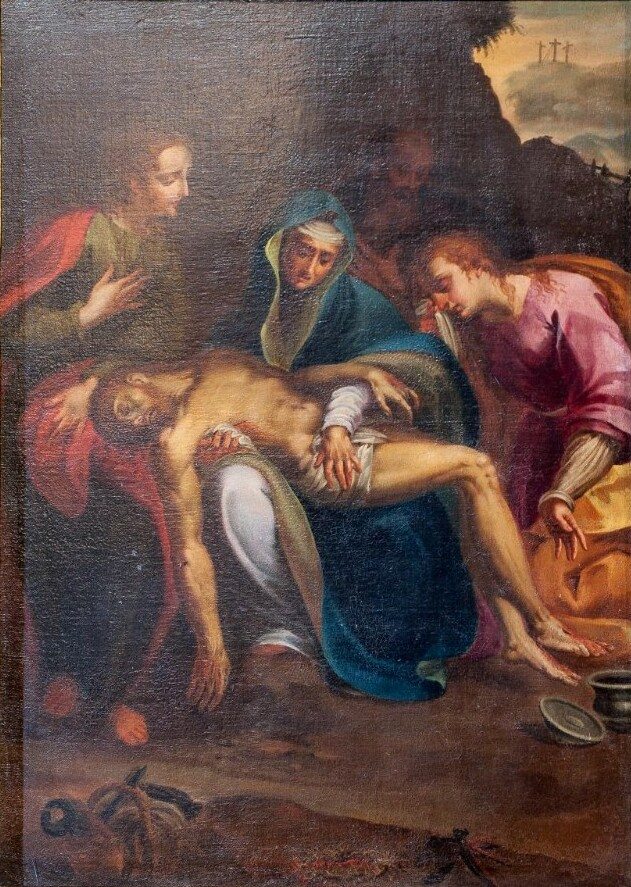
Tommaso oppure Mauro Picenardi, La pietà, olio su tela, ca. 1675-1699.

#### La controfacciata
L’ingresso principale è dotato di bussola ed è affiancato ai lati dai confessionali ottocenteschi; davanti sono collate due acquasantiere, opera della prima metà del XX secolo di Felice Bolzoni. Sopra è appeso uno stendardo processionale raffigurante la Madonna col Bambino in un verso e San Rocco nell’altro. La vetrata superiore raffigura il patrono titolare della chiesa; alla parete altre due tele del ciclo della Via Crucis del Picenardi che prosegue lungo tutta l’aula.